# Hermann Dahlen von Orlaburg
Il barone Hermann Josua Anton Dahlen von Orlaburg (Kaschau, 10 gennaio 1828 – Vienna, 15 novembre 1887) è stato un militare e politico austriaco.

## Biografia
Figlio del barone Franz Dahlen von Orlaburg, Hermann entrò ancora giovane nell'esercito austriaco raggiungendo nel corso della sua carriera militare il rango di Feldzeugmeister (Generale d'Artiglieria).
Ha combattuto nel 1848-1849 come tenente di reggimento di fanteria imperiale dell'Arciduca Rainer no. 59 - il secondo Il proprietario era suo padre - a Vienna e in Ungheria, è stato in seguito al 1857 capitano iImperiale di Reggimento di artiglieria della frontiera Warasdiner-Creuzer, poi nel 1859 maggiore di reggimento di fanteria della frontiera “Gradiscaner” n ° 8, Infine, nel 1861, tenente colonnello e comandante del reggimento di fanteria n ° 53.
Nel 1866, il barone era stato in funzione di colonnello nella Battaglia di Custoza e 1867 ancora era comandante del reggimento di fanteria n ° 53 sotto tenente generale barone Franz Cordon dello Stato maggiore generale Komárom (Komorn) a Zagabria (Agram). Per i suoi servizi è stato con l'Ordine della Corona di Ferro 3 ° Classe e la Croce al Merito Militare, entrambi con decorazione di guerra. Nel 1868 era Capo di Stato Maggiore del Comando Generale al Pest per l'Ungheria e il comandante della prima divisione sotto il comando generale di Federico, principe del Liechtenstein.
Dahlen fu promosso con rango e di nomina a Maggiore Generale il 30 aprile 1870.
Il 1 ° Novembre 1874 (Classifica del 23 ottobre dell'anno) ha avanzato al Feldmarschalleutnant e comandante della divisione. Nel 1876 ha ricevuto l'Ordine Reale di Prussia dell'Aquila Rossa di prima Classe.
1881 è stato Comandante Generale e fu Governatore di Bosnia-Erzegovina durante l'occupazione dell'area da parte dell'Impero austro-ungarico dal 6 aprile 1881 al 9 agosto 1882. Qui ha soppresso la rivolta del 1882 e ha vinto lode per la coltivazione della zona occupata.
In riconoscimento di suoi meriti imperatore Francesco Giuseppe I lo nominò a 1º maggio 1882 (classifica del 25 aprile dell'anno) per il Feldzeugmeister e il titolare del Reggimento Fanteria Ludwig Andreas Graf Khevenhüller n ° 7, e lo ha decorato con la Gran Croce dell'Ordine Austro-Imperiale di Leopoldo con decorazione di guerra.
Il 1 ° Marzo 1883 il generale è andato in pensione e ha trascorso i suoi ultimi anni in Transilvania e Vienna.

## Famiglia
Nel 1851 il barone Joshua Hermann Anton si sposò con Flora (nata il 21 giugno 1827), figlia del dottor Giuseppe Cavaliere di Joelson (1794-1868), banchiere e agente di corte. Da questo matrimonio nacquero due figlie, Hermine (30 giugno 1852) e Flora (7 luglio 1853), e due figli, Joseph Franz (20 luglio 1855) e Franz Maria Edwin (2 febbraio 1857). Hermine sposò suo cugino, il barone e feldmaresciallo Alfred Franz Philipp von Joelson (1831-1913).